# Ochodaeus lutescens
Ochodaeus lutescens là một loài bọ cánh cứng trong họ Ochodaeidae. Loài này được Westwood miêu tả khoa học đầu tiên năm 1852.